# Sègol
El sègol [sέɣuɫ/séɣoɫ] (Secale cereale) és una planta herbàcia anual, monocotiledònia de la família de les gramínies de 60 a 200 cm d'alçària, de fulles amplament linears i planes, d'espiga llarga, densa i una mica comprimida, i d'espícules amb dues flors aristades. Pertany a la família de les gramínies que actualment s'anomena Poaceae i al gènere Secale el qual té 5 espècies esteses per les regions florístiques mediterrània, irano-turiana i de l'Àfrica del Sud.
A diferència de l'ordi i el blat, que van ser domesticats, el sègol apareix, al principi, com a mala herba dels cultius anteriors. En lloc d'eliminar-la, els pobles la van adoptar com a cultiu. La planta és originària del sud-oest asiàtic, a la regió càspia. L'any 3000 aC es coneix ja detalladament i el seu cultiu s'estén per Europa durant el següent mil·lenni.
El sègol pot germinar fins a -1 °C i madurar a una temperatura inferior als 12 °C, atributs que li permetrien ésser cultivat en aquells llocs on el blat no ho podia ser, com ara el nord d'Europa. A més, el fet de presentar una rel llarga, de fins a dos metres, el convertiria en un cultiu apte per a llocs secs, especialment de muntanya. És un cereal que es cultiva per a extreure'n el gra, com a planta farratgera i per a aprofitar un fong que el parasita.

## Noms comuns
Sègol, sègal, sègal, segle, sègle, blat, mestall, mitadenc, centeno, secle, sècle, segla, segol, séguel, sèguel, senteno, setgle.

## Morfologia

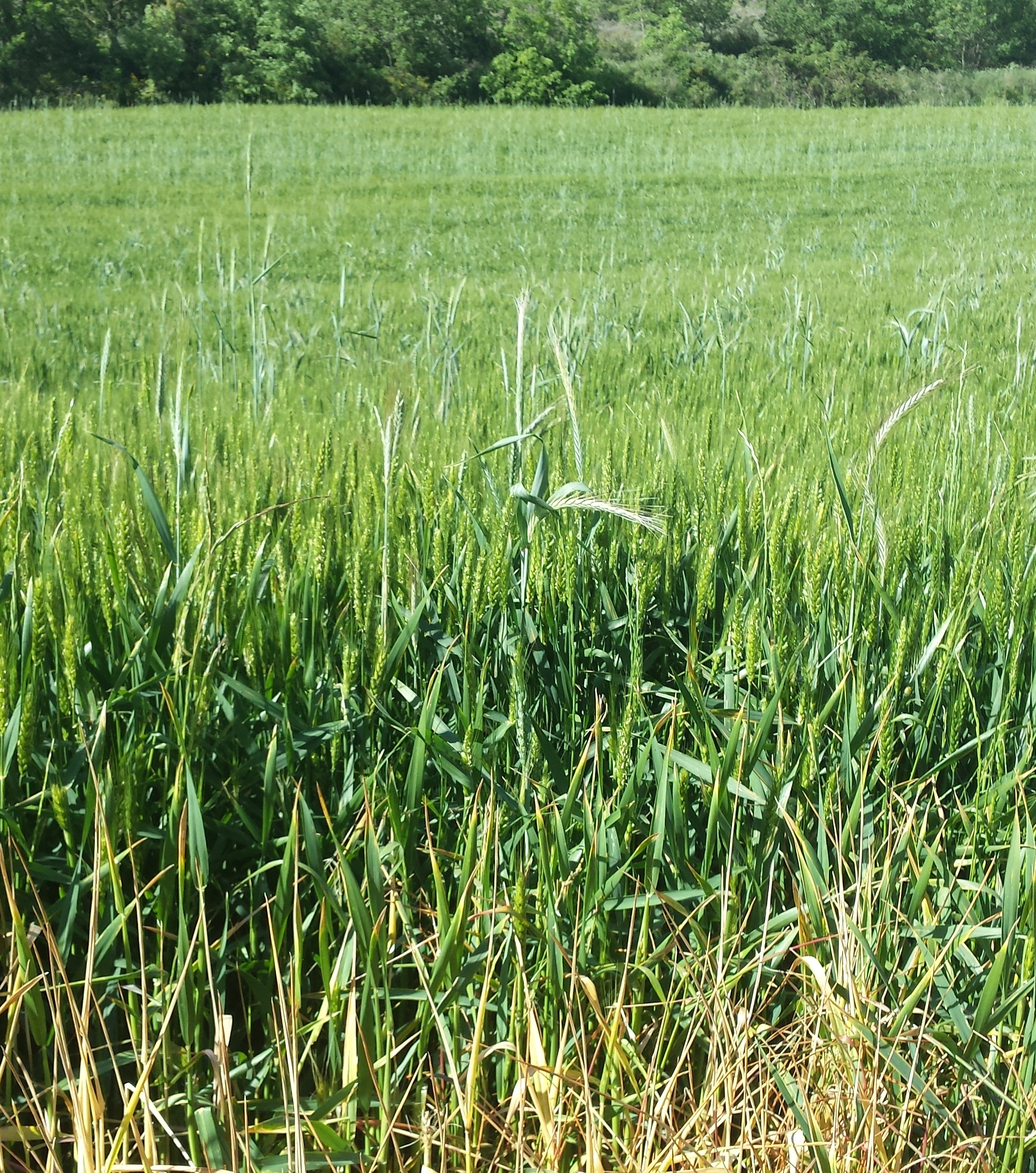
El sègol es fa més alt que el blat en el mestall

Secale cereale, el sègol, és una planta anual de 80 a 180 cm d'alçada, que floreix, de maig a juliol, fent una inflorescències en espiga d'uns 15 cm de llarg (més llarga que la del blat),fulles de 5 a 10 mm d'amplada. Glumes de les espigues de 6 a 15 mm sense comptar les arestes;lemna (glumel·la inferior) de 7 a 15 mm, amb aresta normalment de 2 a 5,5 cm. El fruit com totes les gramínies és en forma de cariopsi. Es considera que Iran és el país d'origen d'aquesta espècie.
El sègol té un sistema radicular fasciculat semblant al del blat, encara que més desenvolupat que el d'aquest. Aquesta és una de les raons de la seva gran rusticitat. La tija és llarga i flexible. Les fulles són estretes. Com en l'ordi, les espiguetes no tenen peduncle i van totes unides directament al raquis, corresponent una sola a cada dent d'aquest. Les glumes són allargades i agudes en el seu àpex i les glumel·les, borrissols per la seva part dorsal, es prolonguen en una llarga aresta. Cada espigueta produeix fins a tres flors, però sol avortar una. L'espiga és molt prima i llarga, tenint un aspecte semblant al de l'escó.

## Usos

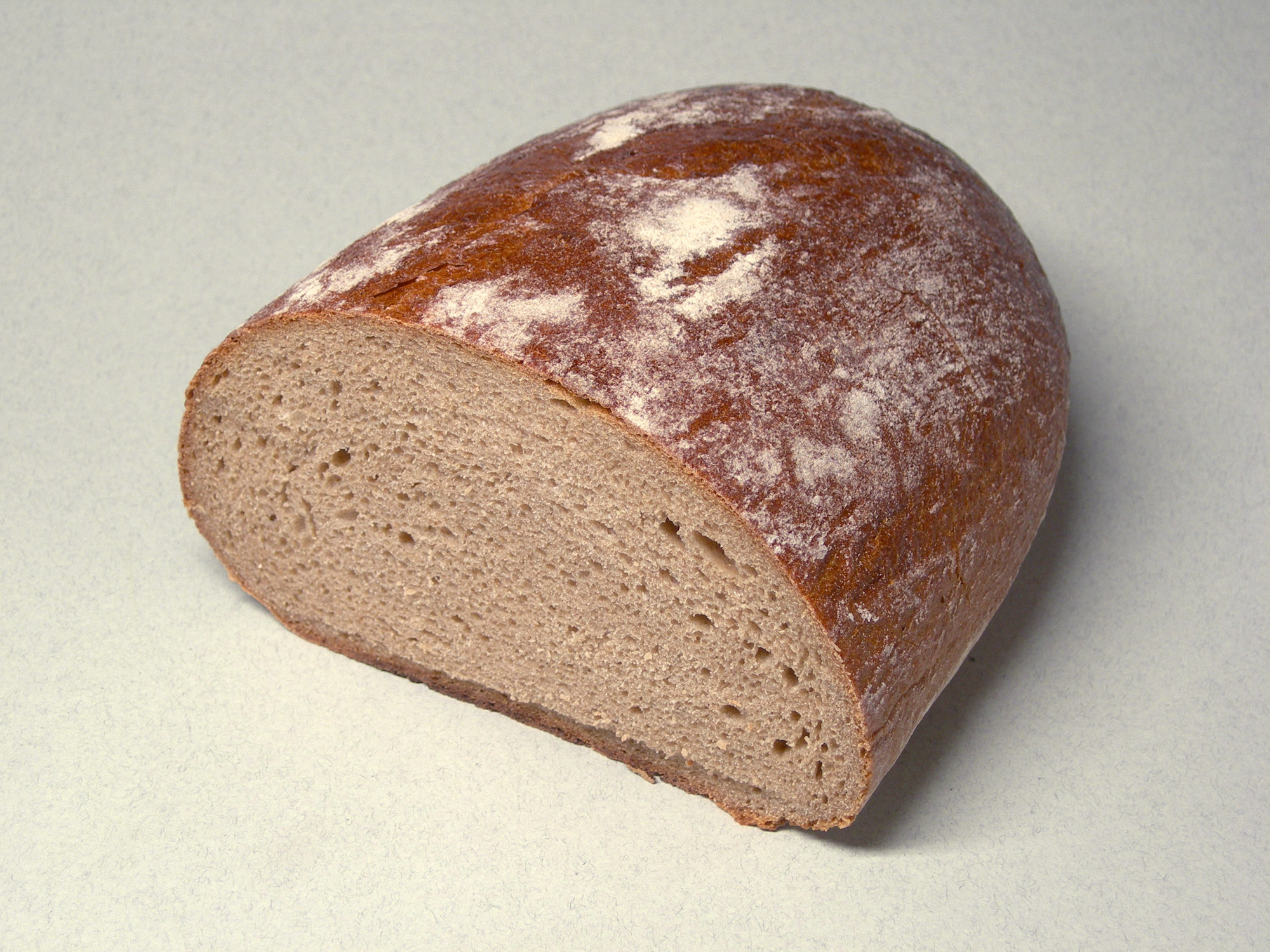
Pa de sègol

Un dels usos d'aquest cereal és el d'elaborar amb la seva farina pans de sègol, incloent-hi pumpernickel, molt usat a Europa del nord i de l'est. També se'n fa el familiar knäckebröd.
El bescuit de mar dels holandesos i, principalment, dels russos es fabricava amb farina de sègol. També s'esmenta el seu ús a les marines mercants de Dinamarca, Noruega, Suècia i Rússia.
La farina té un contingut baix de gluten amb relació a la de blat, i conté més proporció de fibra soluble. És fosca, i la pasta té poca elasticitat.
És aprofitat sobretot com a aliment del bestiar (pinsos) i també en la fabricació de destil·lats com el whisky i el vodka. En la medicina alternativa s'empra en forma líquida, coneguda com a "extracte de sègol". De vegades comercialitzat com a Oralmat, aquest extracte és un líquid obtingut del sègol i similar a l'extret de l'agropir. Els seus possibles beneficis inclouen millorar del sistema immunitari, pujar els nivells d'energia i millorar al·lèrgies, encara que no existeix demostració clínica de la seva eficàcia. També podria ser actiu en la prevenció del càncer de pròstata.
També s'empra per a l'elaboració de pinsos i farratges per al bestiar.
El sègol també és emprat per a l'elaboració de biocombustibles, principalment bioetanol.

### Propietats terapèutiques
El seu alt contingut de potassi el fa útil a la funció hepàtica, encara que també cor i pulmons es beneficien del seu consum habitual. A diferència del blat, les seves molècules de midó estan tancades en una fina trama de cel·lulosa. Això alenteix la seva digestió intestinal, amb la qual cosa l'alliberament de glucosa es fa de forma gradual i progressiva, evitant pics bruscos, per la qual cosa és ben tolerat per diabètics i hiperglucèmics.
El sègol és recomanat en problemes circulatoris (arterioesclerosi, sang viscosa, hipertensió, angina de pit) i com a aliment tònic, reconstituent, laxant, hipoglucemiant, hipocolesterolemiant i protector del càncer.
Per la seva alta aportació de fibra, el sègol és un bon laxant i està especialment recomanat per a combatre el restrenyiment, ja que afavoreix el trànsit intestinal. Els panificables de sègol retarden el temps de buidatge de l'estómac, la qual cosa disminueix la sensació de gana entre hores. A més, el seu consum també està indicat per a diabètics, ja que redueix l'absorció de sucres simples, i per a persones amb nivells alts de colesterol en sang, ja que la fibra arrossega part del colesterol i l'elimina per la femta. El sègol també té antienzims proteics IT i IC, antitumorals, fet que ho fa recomanable sobretot en afeccions del còlon.
El seu efecte positiu sobre el sistema circulatori es deu a una suma de factors presents en la seva composició: antioxidants (tocoferol), oligoelements (seleni, zinc), vitamines i flavonoides (rutina). Aquesta combinació exerceix un efecte elastitzant sobre les parets arterials i un efecte fluïdificant sobre la sang, tot disminuint la fragilitat capil·lar i la viscositat sanguínia.

### Sègol banyut o banya del sègol
El sègol pot estar atacat pel fong Claviceps purpurea.
Els esclerocis del fong Claviceps purpurea contenen alcaloides que són potents al·lucinògens naturals. És un fong que forma esclerocis negres-violacis i que parasita tota mena de gramínies com el sègol, l'ordi i el blat, a més a més de la pastura silvestre.
La banya del sègol conté una barreja d'alcaloides, variables: L'ergovina i l'amida de l'àcid lisèrgic són molt visionaris i menys tòxiques, mentre que altres com l'ergotamina i l'ergotoxina sobretot, constitueixen verins mortals. En molts casos es produïen amputacions de membres gangrenats provocats per l'ergotamina, potent vasoconstrictora, produïda pels verins del sègol banyut.
A l'edat mitjana, aquest fong produïa veritables estralls entre la població, ja que a vegades, les farines amb què es confeccionaven els pans, eren contaminades pel fong. D'aquí l'explicació de l'existència de gent endimoniada o posseïda. La intoxicació provocada pel fong és anomenada ergotisme. La contaminació amb el sègol banyut es creu com una possible causa de les reaccions sofertes per les nenes de Salem a la fi del segle xvii, que es consideraven embruixades, el que va conduir a la condemna i la mort de 76 persones, en el que es va conèixer com el Judici a les Bruixes de Salem. La intoxicació pel sègol banyut pot manifestar-se en forma d'ergotisme convulsiu, que ataca el sistema nerviós central, provocant la bogeria, la psicosi, al·lucinacions i també paràlisi. Els símptomes relatats per les dues primeres nenes afectades corresponen als que actualment s'atribueixen a l'ergotisme convulsiu. Una teoria considera que haver tingut un estiu humit en aquell any, va poder haver afavorit la propagació del fong, i que les dues nenes que eren cosines i vivien en la mateixa casa, a més a més que part del salari de la família es va pagar en gra, reforça la tesi d'enverinament. Tanmateix, aquesta teoria ha estat qüestionada des del principi de la tesi.
El sègol s'aprofita des de farmacologia per a conrear-lo i poder recollir esclerocis de Claviceps purpurea per extreure'n els seus sis alcaloides: Ergotamina, ergosina, ergocristina, ergocriptina, ergocornina i ergobasina, d'interès farmacològic. S'utilitzen en medicina (obstetrícia). A Espanya el conreu amb aquesta finalitat a partir de 1942 va quedar intervingut per l'Estat.
La intoxicació del pa fet amb farina amb restes d'aquest fong explica les repetides epidèmies anomenades del foc de Sant Antoni, o foc sagrat, que assolaven Europa des de l'antiguitat i va ser el metge francès Thuillier cap a 1670 que va descobrir l'origen en el sègol banyut de la malaltia.
Els alcaloides del sègol banyut estant relacionats estretament amb l'LSD, ja que a partir d'aquests pot preparar-se el compost semisintèticament.

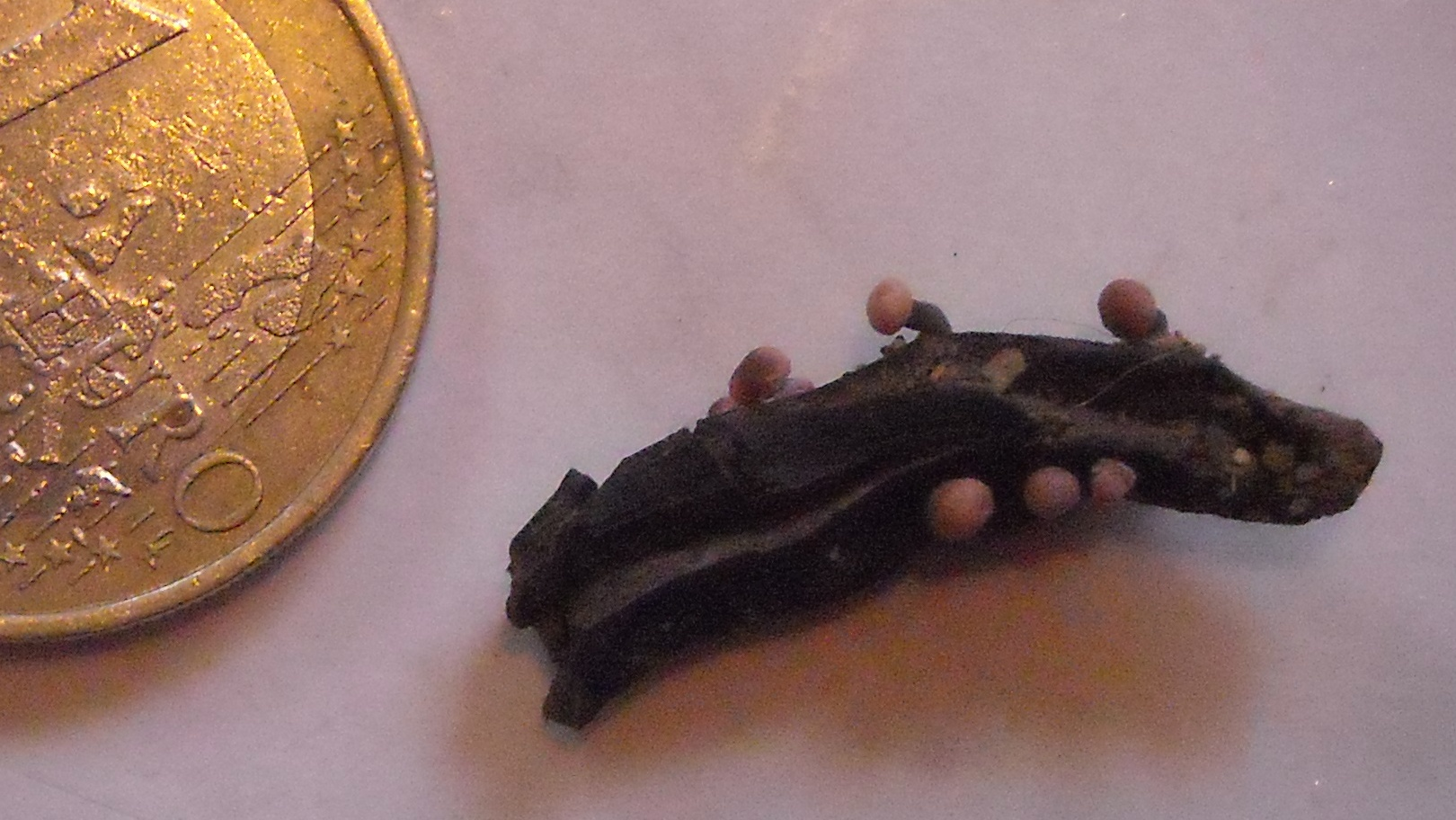
Estromes a un escleroci. Comparació de la mida amb una moneda d'un euro
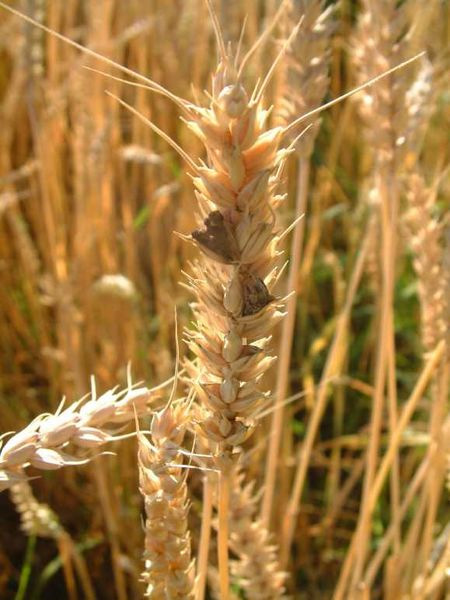
esclerocis al sègol
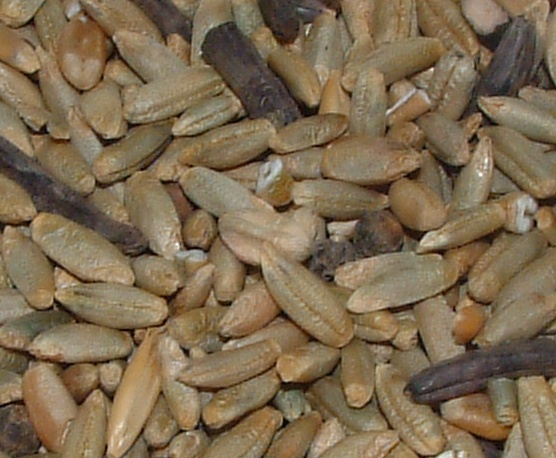
esclerocis al cereal ja segat
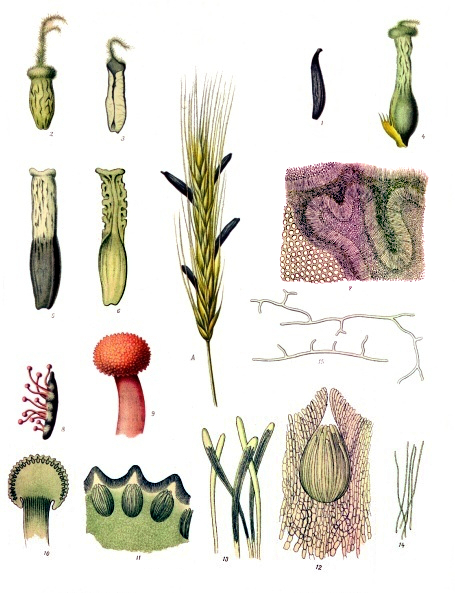
Detall de les parts més característiques del fong paràsit

### Ús en Obstetrícia
John Stearns (Stearns 1822) va ser el primer a emfatitzar l'ús del sègol banyut per a l'hemorràgia postpart primària . Anteriorment, respecte del sègol banyut va escriure: Accelera el part prolongat... El dolor produït pel part prolongat és particularment esgotador. ... En la majoria dels casos se sorprendrà en observar la rapidesa del seu efecte (Stearns 1808). Moir, el 1932, va observar que l'administració d'extracte de sègol banyut aquós per via oral s'associa amb contraccions uterines molt pronunciades i vigoroses, que es coneixen com a efecte John Stearns. El 1935, Dudley i Moir van aconseguir aïllar la substància cristal·lina pura provinent de l'extracte de sègol banyut soluble en aigua i responsable de l'efecte John Stearns i la van anomenar "Ergometrina" (Dudley 1935). Quasi simultàniament, des d'altres tres centres, es va anunciar l'aïllament d'un nou extracte de sègol banyut soluble en aigua: als Estats Units (Davis 1935), al Regne Unit (Thompson 1935) i a Suïssa (Stoll 1935). Va resultar ser la mateixa substància. Els nord-americans van denominar a la seva preparació ergonovina i els suïssos van utilitzar el nom d'ergobasina.

### Contraindicacions
El sègol així com el blat, l'ordi, la civada i el malt, té el gluten en la seva composició, per tant no ha de ser consumit pels pacients amb la malaltia celíaca o intolerància al gluten, ja que té com a conseqüència per a l'organisme (si aquests aliments consumits), una atròfia en la mucosa de l'intestí prim, menyscabar l'organisme i l'absorció de molts nutrients.

## Conreu

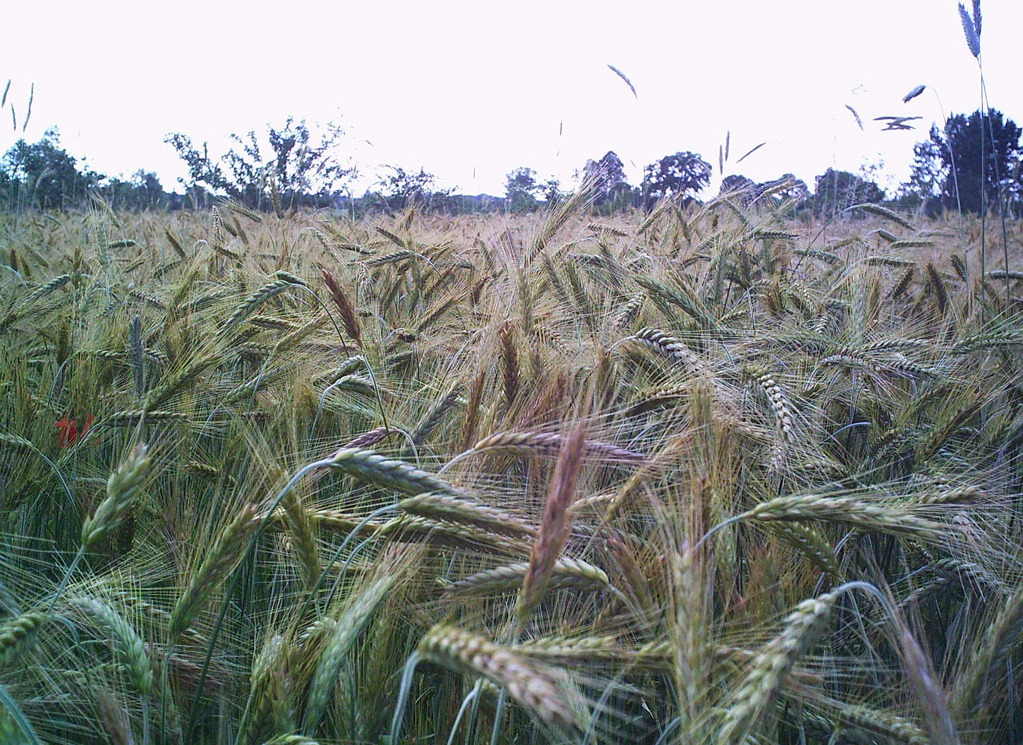
Camp de sègol

És una planta que necessita terres àcides i oligotròfiques.
Necessita menys calor que el blat per a fer el seu cicle productiu. En les terres de climes freds se sembra molt aviat durant el mes de setembre per tal que abans de l'arribada de les glaçades estigui en un estadi de desenvolupament que ja pugui resistir el fred.
És el més rústec dels cereals. Era tradicionalment conreat a l'alta muntanya catalana, on per les condicions ecològiques ja no prosperava el blat, però ara està en regressió. Actualment és molt conreat al Canadà i als països bàltics, escandinaus i Rússia.
Les feines de conreu són les mateixes que la resta dels cereals, adobat, desherbat mecànic o químic i collita sempre mecanitzada actualment. El rendiment en quilos per hectàrea que s'obté és molt menor que el del blat.
L'anomenat mestall és una sembra en la que es mesclen grans de sègol i grans de blat que actualment ha caigut en desús. L'objectiu d'aquest cultiu mesclat era, principalment, protegir el blat del fred, fet que en proporcionava major rendiment.
Modernament han estat produïts uns híbrids de blat i sègol anomenats triticale i com són més productius es conreen també en la terra baixa i amb més intensitat que el sègol.
El primer ús conegut del sègol es remunta a Abu Hureyra al nord de Síria, a la vall de l'Eufrates durant el Paleolític tardà.
Generalment el sègol, donat que se sol cultivar en terres pobres de les que s'espera poc rendiment, rep molt poca atenció i poc adob.
Com que el sègol es cultiva en zones fredes, la sembra s'ha de fer molt aviat. Generalment la sembra es realitza abans que arribin les primeres pluges. La quantitat de llavor utilitzada ha de ser d'uns 100-120 kg per hectàrea.

### Cultiu de Cobertura
Les característiques del sègol el fan beneficiós per als camps i els cultius posteriors. El cultiu del sègol, utilitzat com a cultiu de cobertora, presenta una sèrie de característiques beneficioses:
- Aporta nutrients al sòl: Gràcies a la putrefacció s'aporten nutrients gradualment al sòl, disponibles per cultius posteriors.
- Incrementa l'activitat biològica: Gràcies a l'energia i nutrients incorporats al sòl, s'intensifica l'activitat dels microorganismes, tot formant i estabilitzant els agregats del sòl.
- Redueix la pèrdua d'humitat: La cobertora vegetal redueix l'evaporació.
- Afavoreix la infiltració d'aigua a capes més profundes a través dels canals creats per les arrels.
- Redueix l'erosió hídrica i l'escorrentia: La coberta vegetal impedeix l'impacte directe de la pluja, i el sistema radicular ajuda a mantenir la humitat al sòl.
- Actua com a herbicida: Una de les seves principals característiques beneficioses és que limita la germinació de les llavors de les males herbes, ja que les restes del cultiu impedeixen el pas de la llum. A més, se sap que el sègol desprèn uns compostos volàtils que inhibeixen el creixement de les males herbes.Diversos estudis duts a terme pel Servei de Recerca Agrícola (ARS) dels Estats Units, indiquen que són els benzoxazinoids emesos pel sègol, els encarregats d'aquesta tasca herbicida.

### Breu història
El sègol és d'una sèrie d'espècies que creixien silvestres a la Turquia central i oriental, i les zones adjacents.
Sègols domèstics es produeix en petites quantitats en una sèrie de jaciments neolítics a Turquia, com el jaciment neolític pre-ceramic B de Can Hassan III, però en la resta el sègol és pràcticament absent dels registres arqueològics, fins a l'edat del bronze d'Europa Central, vora 1800-1500 anys abans de Crist. És possible que el sègol viatjés cap a l'oest de Turquia, com una barreja de menor importància, en el blat, no sent cultivat fins mès tart en un cultiu propi. Encara que l'evidència arqueològica d'aquest gra s'ha trobat en contextos romans al llarg del Rin, del Danubi i a les Illes Britàniques, Plini el Vell és desdenyós de sègol, escrivint d'aquest cereal que «...és un aliment molt pobre i només serveix per evitar la fam», i el blat es barreja en ell «...per mitigar el seu sabor amarg, i tot i així és molt desagradable a l'estómac»
Des de l'edat mitjana, el sègol ha estat àmpliament cultivat a Europa i és el principal pa de cereals en la majoria de les zones a l'est francès, alemany i la frontera nord d'Hongria.
Els indicis de cultiu de sègol molt anteriors, a l'Epipaleolític en el jaciment de Tell Abu Hureyra a la vall del nord de l'Eufrates (a Síria), segueixen sent controvertides. Els crítics assenyalen que hi ha inconsistències en les dates de radiocarboni, i la identificació és basada únicament en el gra, en lloc de palla.

## Malalties del sègol
A banda del ja esmentat sègol banyut (vegeu: Sègol banyut en l'apartat usos), el sègol també pateix diferents plagues i malalties, algunes de les quals en son:
| noms comuns de les malalties del sègol | noms comuns de les malalties del sègol                                                                     |
| --- | --- |
| Carbó de la tija del Sègol | Urocystis occulta                                                                                          |
| Corbat de sègol | Dilophospora alopecuri                                                                                     |
| Podridura de les arrels i el coll | Pythium:Pythium aphanidermatum Pythium arrhenomanes Pythium debaryanum Pythium graminicola Pythium ultimum |
| Podridura del coll | Pseudocercosporella herpotrichoides Tapesia acuformis i altres                                             |
| Rovell estriat del sègol | Puccinia graminis Puccinia striiformis Puccinia recondita Aecidium clematidis i altres                     |
| font: Nadal, Martí; Moret, Assumpció. Noms comuns de les malalties de les plantes. 2000a ed.. Barcelona: Servei de la llengua catalana - Universitat de Barcelona, 2000. ISBN 8493100161. | |

Cal tenir en compte la possible presència de certes micotoxines en aquest cereal, com la vomitoxina, ja que pot causar danys a la pròpia planta en sí provocant-li malalties com la fusariosi (produït per Fusarium graminearum), de la mateixa forma que pot arribar a persones que en consumeixin en forma d'aliment causant sobretot problemes gastrointestinals.

## Producció
El sègol creix primàriament a l'est, centre i nord d'Europa: nord d'Alemanya, Polònia, Ucraïna, Belarús, Lituània, Letònia i la Rússia central i septentrional. També prospera a Amèrica del Nord (Canadà, EUA), Amèrica del Sud (Argentina) i Àsia (Turquia, Kazakhstan, nord de la Xina).
Els nivells de producció segueixen decaient en moltes de les nacions productores a causa d'una menor demanda. Per exemple, la producció russa va passar de 13,9 milions de tones el 1992 a 3,4 tones el 2005. I a Polònia, de 5,9 tones el 1992 a 3,4 tones el 2005.
A continuació es presenten dades de la producció mundial dels anys 2004 i 2005 segons la FAO (Organització de les Nacions unides per a l'Alimentació i l'Agricultura).
| Producció en tones. Anys de 2004-2005 |               |      |               |      |
| Rússia                                | 2 871 870,00  | 16%  | 3 630 000,00  | 23%  |
| Polònia                               | 4 280 716,00  | 24%  | 3 359 452,00  | 22%  |
| Alemanya                              | 3 830 000,00  | 22%  | 2 794 000,00  | 18%  |
| \|Ucraïna                             | 1 592 500,00  | 9%   | 1 184 000,00  | 8%   |
| Belarus                               | 1 397 000,00  | 8%   | 1 155 000,00  | 7%   |
| Xina                                  | 600 000,00    | 3%   | 748 000,00    | 5%   |
| Canadà                                | 417 900,00    | 2%   | 366 900,00    | 2%   |
| Turquia                               | 270 000,00    | 2%   | 260 000,00    | 2%   |
| República Txeca                       | 313 348,00    | 2%   | 196 755,00    | 1%   |
| Estats Units                          | 209 690,00    | 1%   | 191 450,00    | 1%   |
| Altres països                         | 1 869 446,00  | 11%  | 1 624 021,00  | 10%  |
| Total                                 | 17 652 470,00 | 100% | 15 509 578,00 | 100% |

| Producció en tones de farratge i ensitjament. Dades de 2004-2005 |               |      |               |      |
| França                                                           | 21 522 700,00 | 85%  | 21 600 000,00 | 85%  |
| Dinamarca                                                        | 1 800 000,00  | 7%   | 1 850 000,00  | 7%   |
| Espanya                                                          | 1 200 000,00  | 5%   | 1 000 000,00  | 4%   |
| Mèxic                                                            | 600 000,00    | 2%   | 600 000,00    | 2%   |
| Noruega                                                          | 297 000,00    | 1%   | 297 000,00    | 1%   |
| Total                                                            | 25 419 700,00 | 100% | 25 347 000,00 | 100% |

### Producció en terres de parla catalana

#### Catalunya
Producció de Sègol a Catalunya
Segons l'Idescat, l'any 2009 a Catalunya es van exportar 9 tones de sègol en gra, i se'n van importar 272.659 tones.

#### País Valencià
Segons la Conselleria d'Agricultura, Pesca i Alimentació de la Generalitat Valenciana, l'any 2010 el cultiu del sègol no es trobava entre les quatre produccions de cereal per a gra més importants del País Valencià (eren l'arròs, el blat, la civada i el blat de moro).

#### Illes Balears
Segons les estadístiques de la Conselleria d'Agricultura i Pesca del Govern de les Illes Balears, la presència del sègol com a cultiu de cereal a les Illes Balears és merament testimonial; el que sí que s'hi troba, és la presència del triticale -un híbrid entre el blat (Triticum) i el sègol (Secale)-, del que se'n van produir les següents quantitats l'any 2008:
- Mallorca: 495 ha. / 1.445 t.
- Menorca: 16 ha. / 47 t.
- Eivissa: 3 ha. / 9 t.
- Formentera: 0 ha. / 1 t.